# آنا تیموفیوا
آنا تیموفیوا (روسی: Анна Викторовна Тимофеева؛ زادهٔ ۱۸ ژوئیهٔ ۱۹۸۷) ورزشکار واترپلو اهل اتحاد جماهیر شوروی سوسیالیستی است.
وی در مسابقات کشوری و بین‌المللی در مجموع برندهٔ ۱ مدال نقره، ۳ مدال برنز شده‌است.